# Associação de Futebol do Sudão
A Associação de Futebol do Sudão (em árabe: الإتحاد السوداني لكرة القدم, AFS) é o órgão dirigente do futebol no Sudão, responsável pela organização dos campeonatos disputados no país, bem como da Seleção Sudanesa. Foi fundada em 1936 e é afiliada à FIFA desde 1948, à CAF desde 1957 e à UAFA desde o ano de 1978. Ela também é filiada à CECAFA. Seu presidente atual é Muatasim Gafer.

## Histórico presidencial
- Abdel Halim Muhammad
- Mohammed Talat Fareed
- Mamoun Mubark Aman
- Omer Al Bakri Abu Haraz
- Kamal Shaddad
- Muatasim Gafer

## Seleções nacionais
- Seleção Sudanesa de Futebol
- Seleção Sudanesa de Futebol Sub-23
- Seleção Sudanesa de Futebol Sub-20
- Seleção Sudanesa de Futebol Sub-17

## Campeonatos
- Campeonato Sudanês de Futebol
- Copa do Sudão de Futebol